# 台湾海峡国际化
台湾海峡国际化、台海国际化，是一个与臺灣問題相关的术语。中華人民共和國政府认为，中華民國政府认同台灣海峽为國際水域（International waters）的说法，即是企圖將台灣海峽國際化。与之相对的即是臺灣海峽內海化。
各国及两岸政府对台灣海峽海域的法律定位，各不相同。以美国政府为代表，一直宣称台灣海峽为國際水域（International waters）。2022年6月13日，时任中华人民共和国外交部发言人汪文斌在记者会中宣称，“国际海洋法上根本没有国际水域一说”“有关国家声称台湾海峡是国际水域，中方坚决反对”。同时他表示，根据《聯合國海洋法公約》和中国国内法，台湾海峡水域由两岸的海岸向海峡中心线延伸，依次为中国的内水、领海、毗连区和专属经济区，强调中国对台湾海峡享有主权权利和管辖权。美国政府拒绝中国有关台湾海峡不是国际水域的论述。美国国务院回应说，“台湾海峡是一条国际水道，这意味着台湾海峡是公海自由航行的区域，在国际公约的保障之下，具有包括航行和飞越的自由”。
2024年金門近海快艇翻覆事故后的3月13日，国台办发言人陈斌华在例行新聞發佈會上表示，“民進黨當局利用‘2.14惡性撞船事件’，站隊美國，並支持美方所謂的臺海‘國際水域說’，企圖將臺灣海峽國際化”，強調海峽兩岸都是中國的領土，中國對臺灣海峽享有主權、主權權利和管轄權，根據《聯合國海洋法公約》和中國國內法，臺灣海峽水域分別為中國內水、領海、毗連區和專屬經濟區。事实上，国际海洋法也根本就没有“國際水域”一说。他補充根據《聯合國海洋法公約》相關條款規定，其他國家的船舶可以“無害通過”臺灣海域部分水域，臺灣海峽一直是全球貿易最繁忙的運輸通道之一。

## 各方观点
- 余茂春
  - 2024年7月5日，哈德遜研究所和国防院（INDSR）在台北共同举办研讨会。哈德遜研究所中国中心主任余茂春提出两点建议，首先是不要怕中共，第二是大家要联合起来对抗，中共最怕被大家联合对付，所以台湾一定要国际化。余茂春强调，中共过去称台湾海峡是红线，美国军舰都不能过，完全是胡说八道，所以在他参与美国川普政府团队的那两年半内，美军总共通过台海59次，把台湾海峡国际化就是对台湾最好的保护[5]。